# Adam Hörnig Baugesellschaft
Die Adam Hörnig Baugesellschaft ist ein deutsches Bauunternehmen. Es wurde 1928 in Aschaffenburg von Adam Hörnig (1892–1957) gegründet. Etwa 60 Prozent des Jahresumsatzes (2018) von rund 130 Millionen Euro wird im Brückenbau und 40 Prozent im Hochbau umgesetzt. Neben dem Ursprungsunternehmen mit den Tätigkeitsfeldern Brückenbau und Hochbau gibt es mehrere Tochterunternehmen, die zu Adam Hörnig gehören.
Die Adam Hörnig Baugesellschaft mbH & Co. KG ist zertifiziert und eingetragen beim Verein für die Präqualifikation von Bauunternehmen e. V.

## Geschichte
Adam Hörnig erwarb Meistertitel als Zimmermann und als Maurer. Ein Jahr nach der Gründung hatte die Firma den ersten Brückenauftrag (Rote Brücke) im Park Schönbusch. Im Jahr 1934 wurde der langjährige Firmensitz in der Aschaffenburger Ludwigsallee gebaut. Der älteste Sohn Berthold Hörnig trat 1949 in das Unternehmen ein und baute die Abteilung „Schlüsselfertiges Bauen“ auf. Der Wiederaufbau nach dem Krieg hatte für diverse Aufträge gesorgt. Hörnig baute Kasernen und Wohnanlagen für die Amerikaner, Schulen, Kirchen, Wohngebäude, Büro- und Geschäftshäuser, Kläranlagen und Werkshallen. Auch am Wiederaufbau des Schloss Johannisburg war Hörnig beteiligt. Die Umwandlung der GmbH in eine Kommanditgesellschaft erfolgte 1956, in der neben dem Gründer Adam Hörnig auch Berthold Hörnig die Geschäfte führte. Als ab 1956 die Autobahn vor der Aschaffenburger Firmentür gebaut wurde, begann bei Hörnig das Kapitel Brückenbau in einer neuen Dimension. Im Jahr 1957 schied der Gründer Adam Hörnig aus. Der zweite Sohn, Werner Hörnig, wurde in die Geschäftsleitung berufen.
Die erste Tochtergesellschaft Hörnig Wohn- und Industriebaugesellschaft mbH (HWI) wurde 1984 gegründet. Ein Jahr später trat Wolfgang Hörnig in die Baugesellschaft ein. 1990 folgte die Gründung der zweiten Tochtergesellschaft, der Grundbau Bohrtechnik Spezialtiefbau GmbH (GBS). Der Firmensitz wurde 1991 in das damals neu errichtete AHA-Center im Aschaffenburger Stadtteil Nilkheim verlegt. In Weimar wurde zudem eine Niederlassung errichtet. Im Jahr 2010 wurde die Hörnig Bauwerkssanierung GmbH (HBS) gegründet. 2013 folgte die Gründung der Hörnig Immobilien Management GmbH (HIM), die Objekte wie das Tor-Carré in Damm und das Mainaschaffer Main-Park-Center vor den Toren der Stadt vermarktet.

### Projekte im Brückenbau
- Ebertbrücke, Aschaffenburg
- Eisenbahnüberführung Sulzbachtal, Denkendorf (Württemberg)
- Talbrücke Froschgrundsee, Weißenbrunn vorm Wald
- Haseltalbrücke (A 3), Bischbrunn
- Ilmtalbrücke, Langewiesen
- Saaletalbrücke Hollstadt, Hollstadt
- Scherkondetalbrücke, Krautheim (Am Ettersberg)
- Talbrücke Wilde Gera, Gräfenroda
- Gänsebachtalbrücke, Mannstedt
- Mainbrücke Bergrheinfeld, Bergrheinfeld
- Saale-Elster-Talbrücke, Schkopau
- Friesenbrücke, Weener

## Bilder

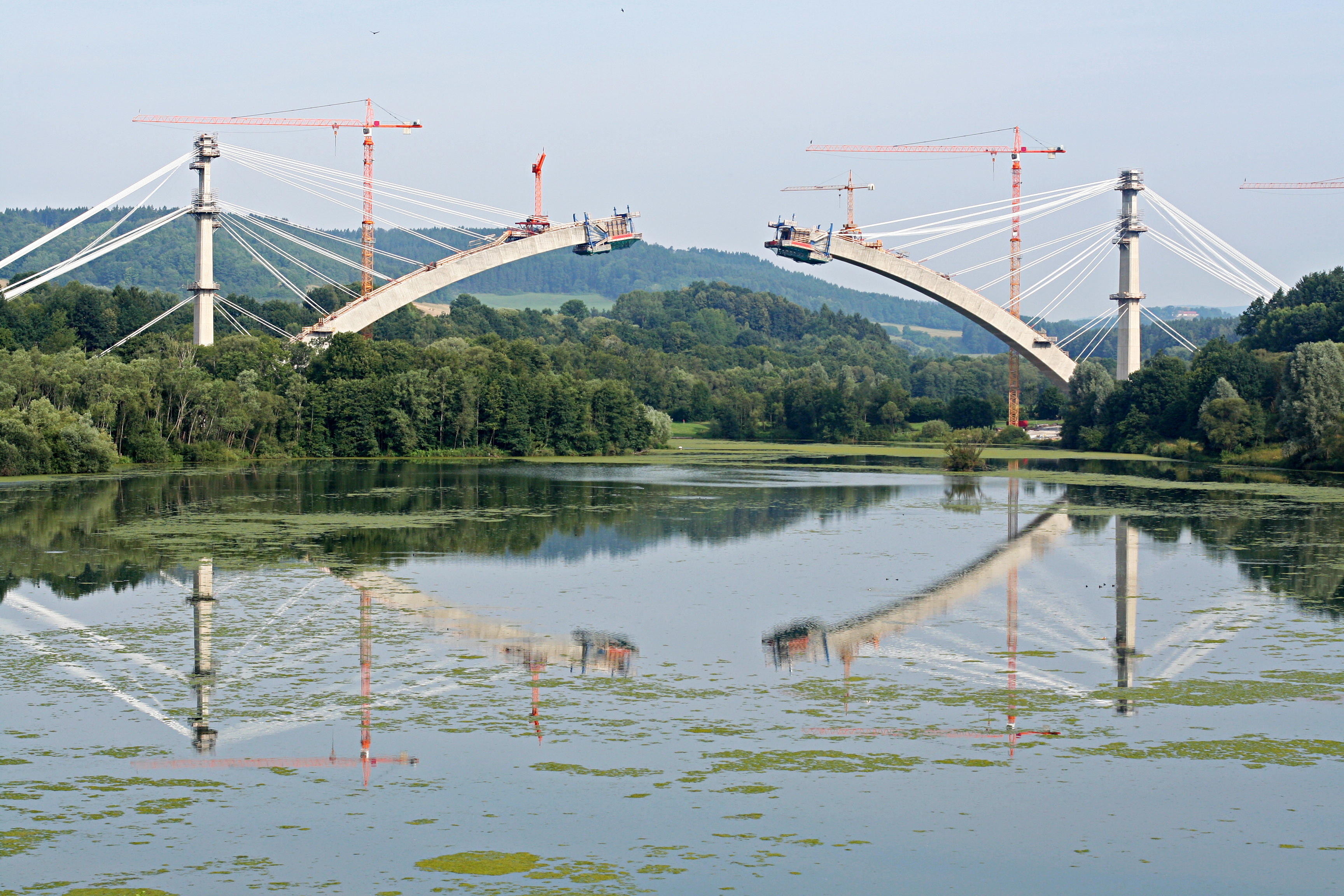
Bauzustand Talbrücke Froschgrundsee (Ende Juli 2008)
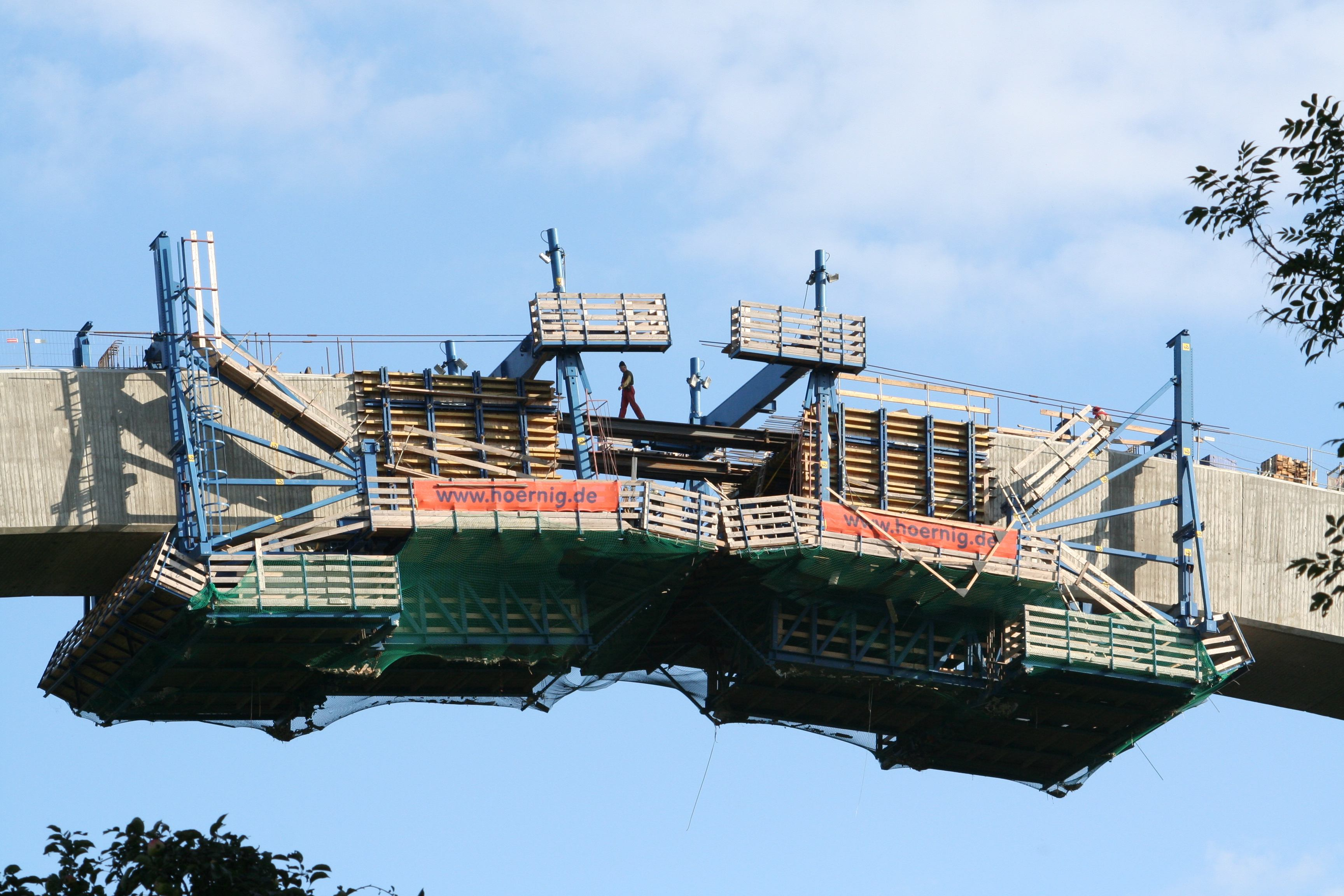
Kurz vor dem Bogenschluss Talbrücke Froschgrundsee (September 2008)
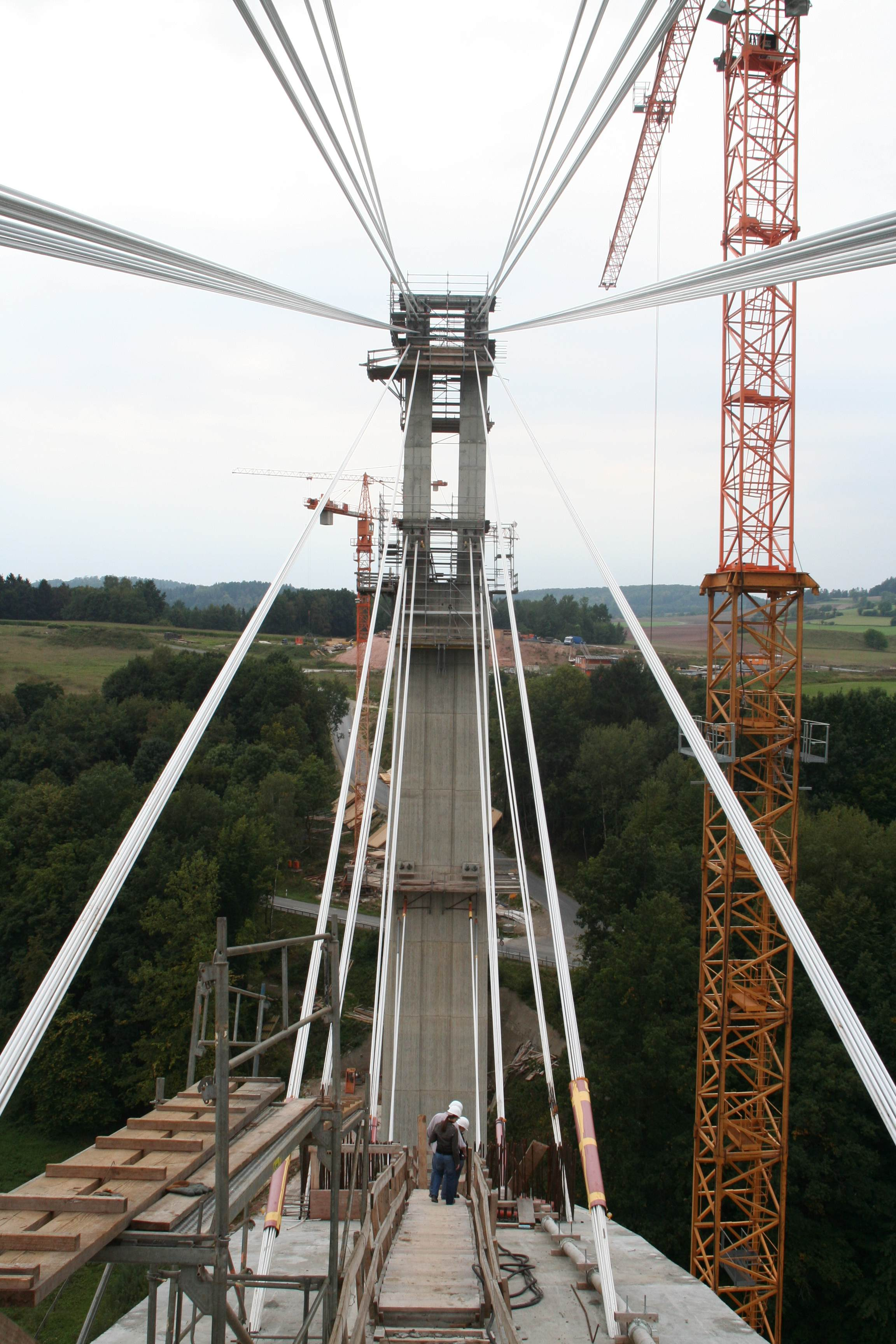
Blick vom Bogen Richtung Pfeiler Talbrücke Froschgrundsee (September 2008)
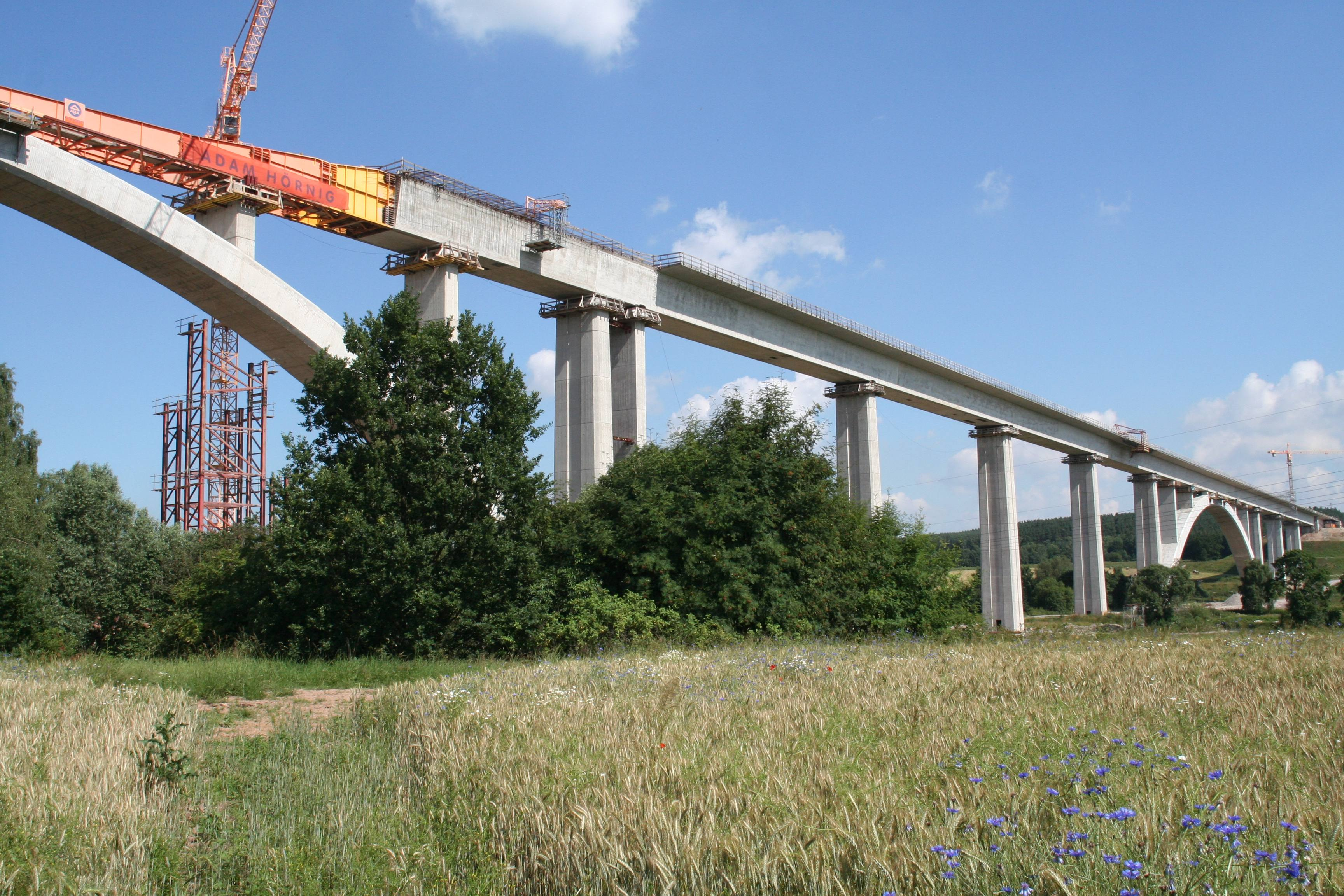
Taktschiebezustand Ilmtalbrücke (Juli 2009)
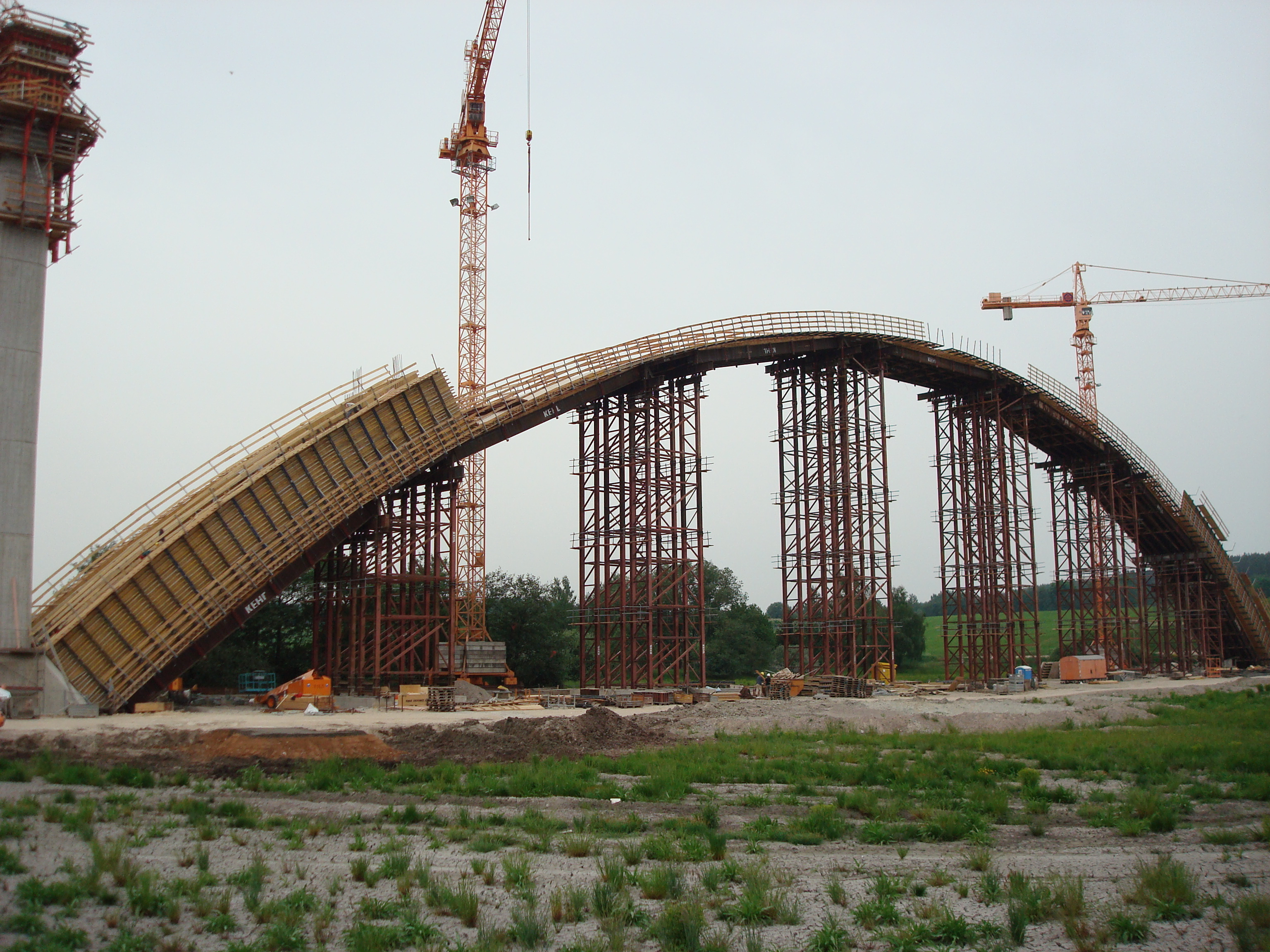
Lehrgerüst der Ilmtalbrücke (Mai 2008)
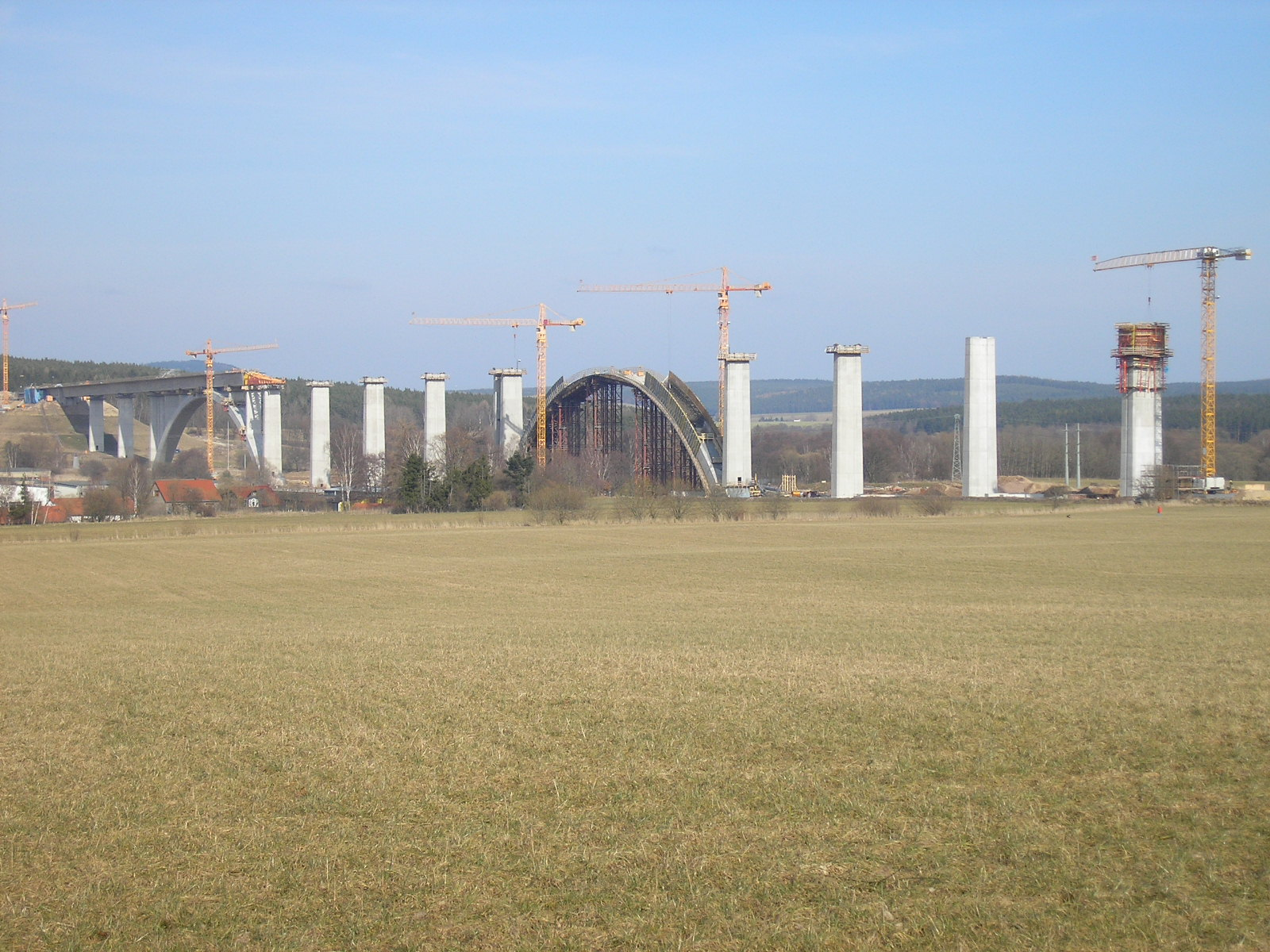
Baufortschritt der Ilmtalbrücke (März 2009)
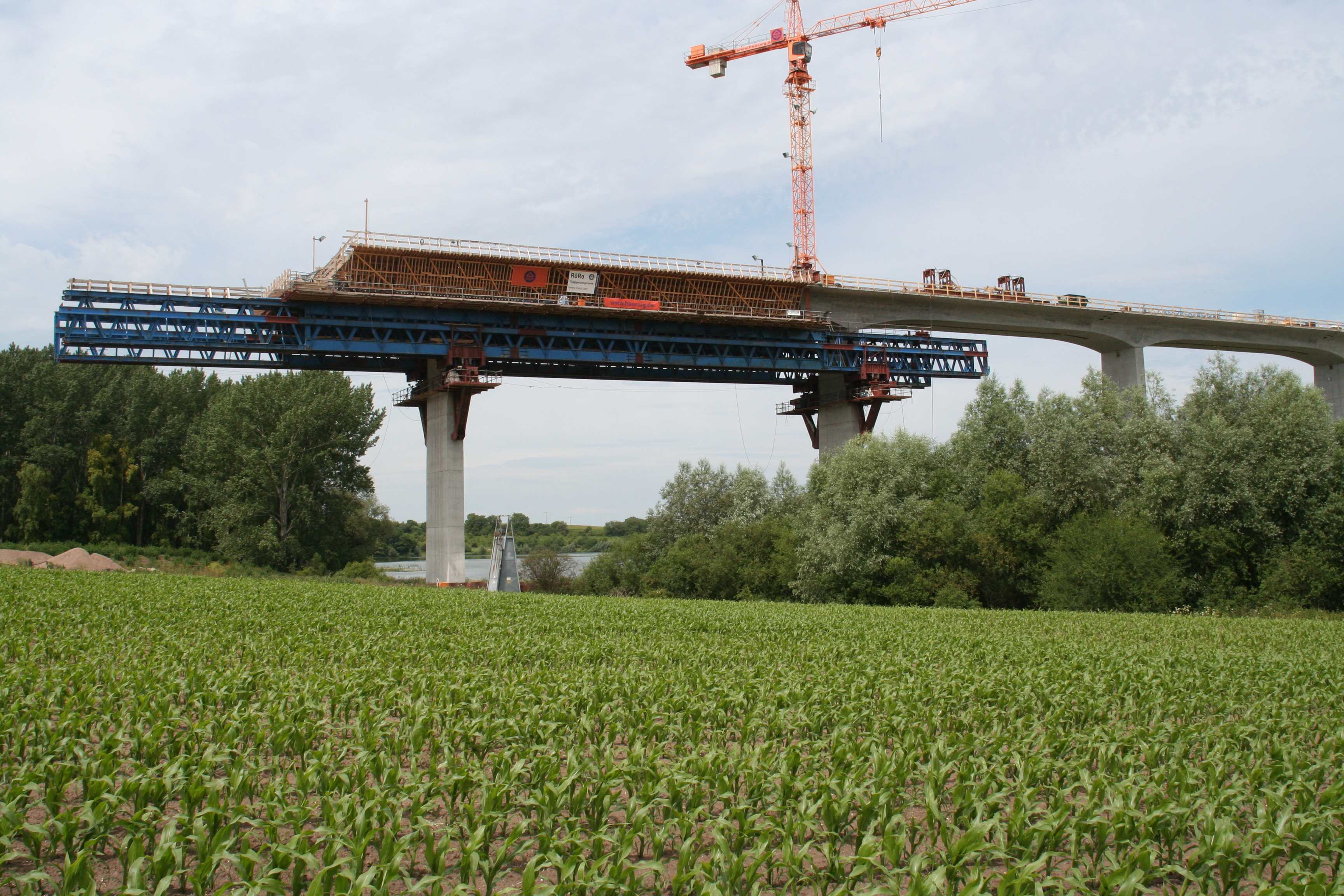
Vorschubrüstung Scherkondetalbrücke (Juni 2009)
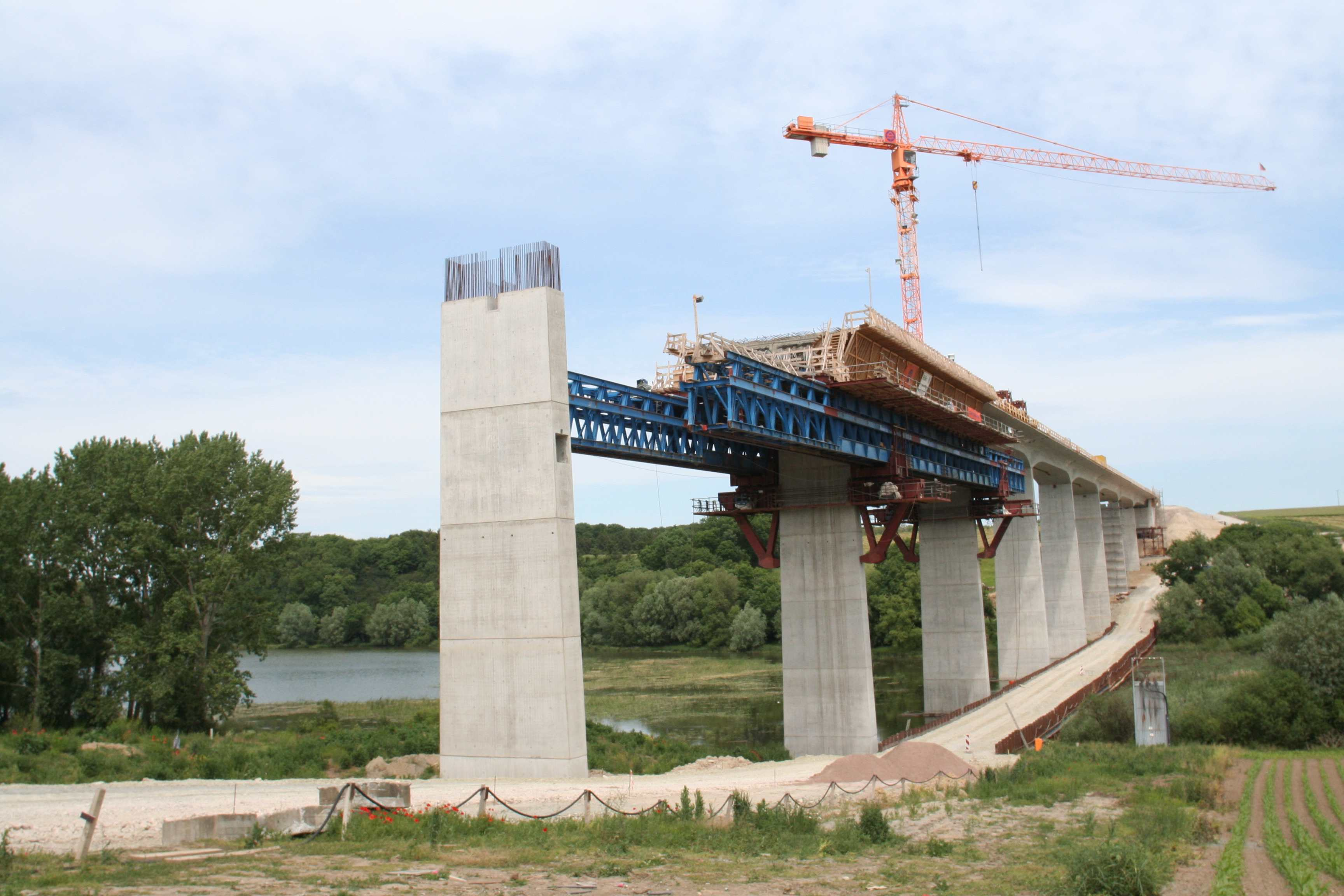
Vorschubrüstung an der Scherkondetalbrücke (Juni 2009)
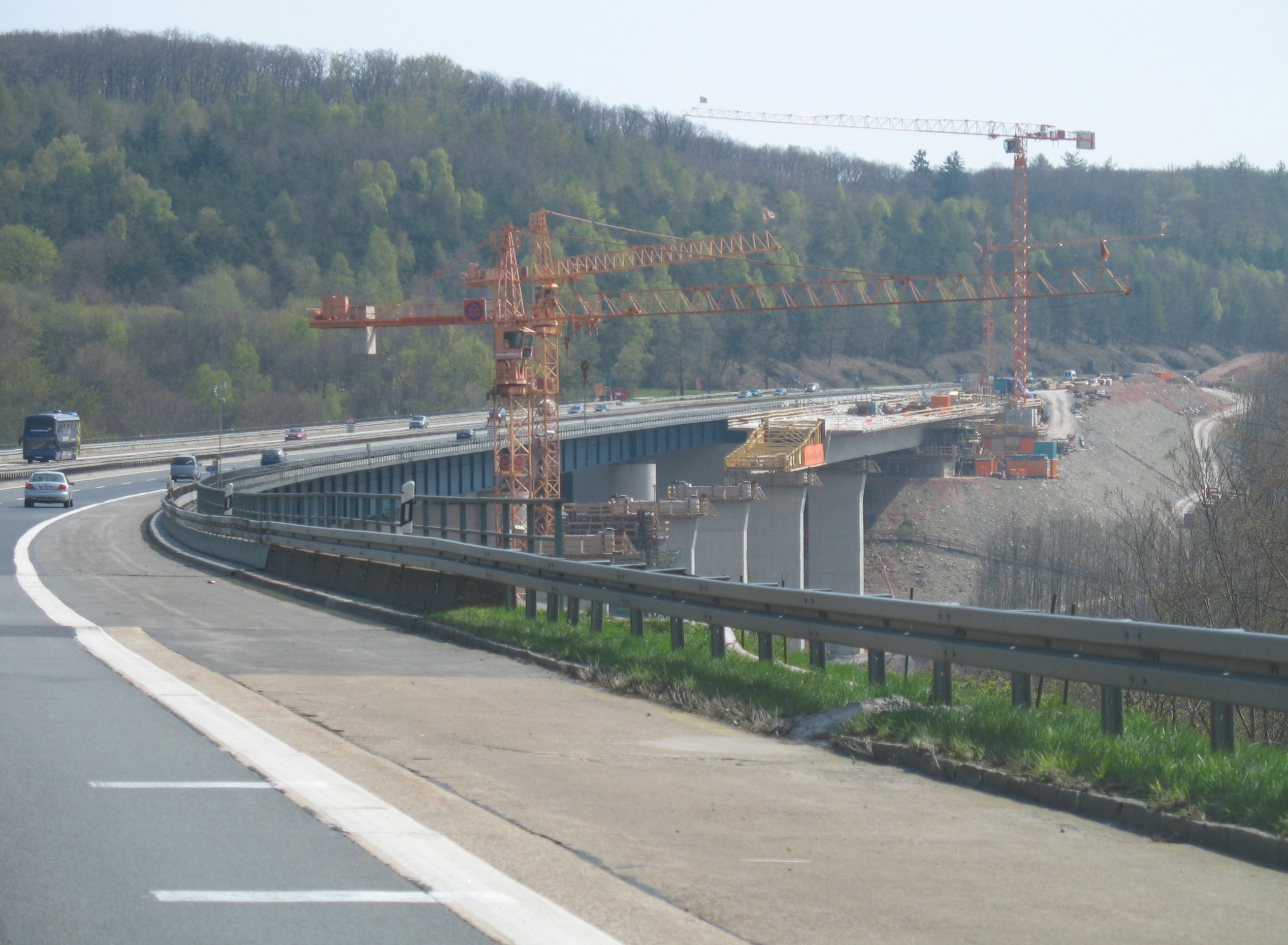
Haseltalbrücke im Taktschiebeverfahren (April 2009)
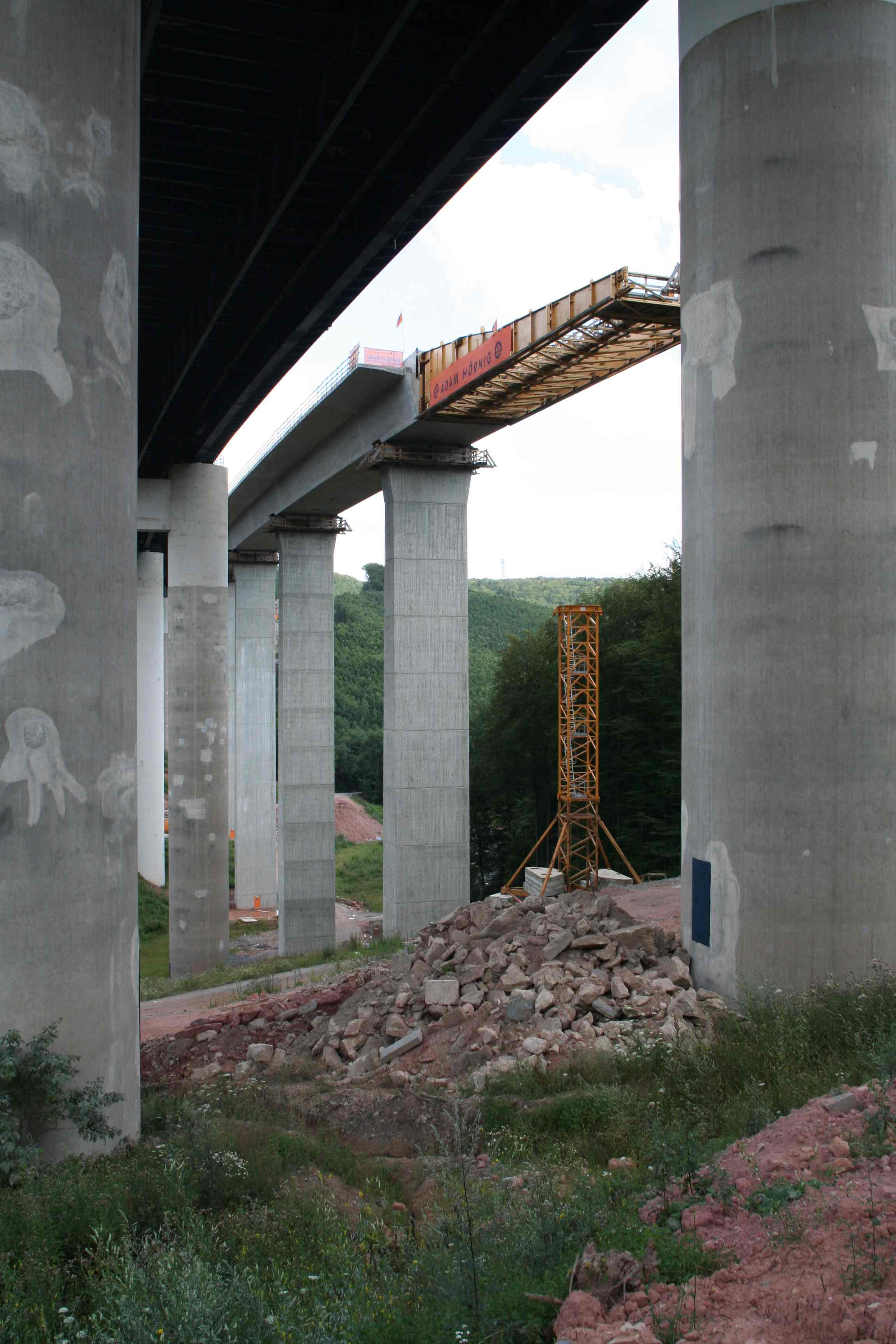
Baustelle Haseltalbrücke mit Vorbauschnabel (Juli 2009)

## Brückenbauten mit Auszeichnung
Einige Brücken wurden mit dem Deutschen Brückenbaupreis ausgezeichnet:
- 2006 Talbrücke Wilde Gera, Weißenbrunn vorm Wald in der Kategorie Straßen- und Eisenbahnbrücken – Der 252 Meter weite Bogen ist im Freivorbau mit rückwärtiger Abspannung hergestellt worden.[2]
- 2012 Scherkondetalbrücke, Krautheim (Am Ettersberg) in der Kategorie Straßen- und Eisenbahnbrücken[3]
- 2014 Gänsebachtalbrücke, Mannstedt in der Kategorie Straßen- und Eisenbahnbrücken[4]
- 2018 Bleichinselbrücke, Heilbronn in der Kategorie Straßen- und Eisenbahnbrücken[5]